# Liste des évêques de Leribe
Liste des évêques de Leribe
(Dioecesis Leribensis)
L'évêché de Leribe est créé le 11 décembre 1952, par détachement de celui de Maseru.

## Sont évêques
- 11 décembre 1952-3 janvier 1961 : Emanuel Mabathoama
- 3 janvier 1961-18 juin 1968 : Ignatius Phakoe
- 18 juin 1968-7 mars 1970 : siège vacant
- 7 mars 1970-30 juin 2009 : Paul Khoarai
- depuis le 30 juin 2009 : Augustinus Bane (Augustinus Tumaole Bane)

## Sources
- L'ANNUAIRE PONTIFICAL, sur le site http://www.catholic-hierarchy.org, à la page